# Marvin Lewis
Marvin Ronald Lewis (McDonald, 23 settembre 1958) è un ex giocatore di football americano e allenatore di football americano statunitense di ruolo linebacker.

## Carriera universitaria
Giocò con gli Idaho State Bengals nella Big Sky Conference della NCAA.

## Carriera professionistica come allenatore
Nel 1992 iniziò la sua carriera NFL con i Pittsburgh Steelers come allenatore dei linebacker fino al 1995.
Nel 1996 passò ai Baltimore Ravens ricoprendo il ruolo di coordinatore della difesa fino al 2001.
Nel 2002 passò ai Washington Redskins sempre come coordinatore della difesa.
Nel 2003 passò ai Cincinnati Bengals con il ruolo di capo-allenatore, concludendo la sua prima stagione con il record di 8 vittorie e 8 sconfitte. Nel 2005 vinse la Division North con il record di 11 vittorie e 5 sconfitte, venne eliminato al Wild Card Game contro i Pittsburgh Steelers. Nel 2009 rivinse per la 2a volta la Division North con il record di 10 vittorie e 6 sconfitte, venne eliminato al Wild Card Game contro i New York Jets.
Nel 2011 chiuse con il record di 9 vittorie e 7 sconfitte qualificandosi ai playoff all'ultima partita della stagione regolare. Venne eliminato al Wild Card Game dagli Houston Texans. L'anno successivo terminò con 10 vittorie e 6 sconfitte, venne eliminato al Wild Card Game dagli Houston Texans.
Nel 2013 chiuse con 11 vittorie e 5 sconfitte vincendo la sua terza AFC North, venne eliminato al Wild Card Game dai San Diego Chargers.
Il 14 marzo 2014 firmò un'estensione del suo contratto per un anno, legandosi ai Bengals fino al 2015.
Il 1º febbraio 2024 fu nominato assistente del capo-allenatore dei Las Vegas Raiders.

## Record come capo-allenatore
| Squadra | Anno   | Stagione regolare | Stagione regolare | Stagione regolare | Stagione regolare | Playoff | Playoff | Playoff                                                  |
| Squadra | Anno   | Vinte             | Perse             | Pareggiate        | Posizione         | Vinte   | Perse   | Risultato                                                |
| ------- | ------ | ----------------- | ----------------- | ----------------- | ----------------- | ------- | ------- | -------------------------------------------------------- |
| CIN     | 2003   | 8                 | 8                 | 0                 | 2° AFC North      | -       | -       | -                                                        |
| CIN     | 2004   | 8                 | 8                 | 0                 | 3° AFC North      | -       | -       | -                                                        |
| CIN     | 2005   | 11                | 5                 | 0                 | 1° AFC North      | 0       | 1       | Uscì al Wild Card Game contro i Pittsburgh Steelers      |
| CIN     | 2006   | 8                 | 8                 | 0                 | 2° AFC North      | -       | -       | -                                                        |
| CIN     | 2007   | 7                 | 9                 | 0                 | 3° AFC North      | -       | -       | -                                                        |
| CIN     | 2008   | 4                 | 11                | 1                 | 3° AFC North      | -       | -       | -                                                        |
| CIN     | 2009   | 10                | 6                 | 0                 | 1° AFC North      | 0       | 1       | Uscì all'AFC Wild Card Game contro i New York Jets       |
| CIN     | 2010   | 4                 | 12                | 0                 | 4° AFC North      | -       | -       | -                                                        |
| CIN     | 2011   | 9                 | 7                 | 0                 | 3° AFC North      | 0       | 1       | Uscì all'AFC Wild Card Game contro gli Houston Texans    |
| CIN     | 2012   | 10                | 6                 | 0                 | 2° AFC North      | 0       | 1       | Uscì all'AFC Wild Card Game contro gli Houston Texans    |
| CIN     | 2013   | 11                | 5                 | 0                 | 1° AFC North      | 0       | 1       | Uscì all'AFC Wild Card Game contro i San Diego Chargers  |
| CIN     | 2014   | 10                | 5                 | 1                 | 2° AFC North      | 0       | 1       | Uscì all'AFC Wild Card Game contro i Indianapolis Colts  |
| CIN     | 2015   | 12                | 4                 | 0                 | 1° AFC North      | 0       | 1       | Uscì all'AFC Wild Card Game contro i Pittsburgh Steelers |
| CIN     | 2016   | 6                 | 9                 | 1                 | 3° AFC North      | -       | -       | -                                                        |
| CIN     | 2017   | 7                 | 9                 | 0                 | 3° AFC North      | -       | -       | -                                                        |
| CIN     | 2018   | 6                 | 10                | 0                 | 4° AFC North      | -       | -       | -                                                        |
| Totale  | Totale | 131               | 122               | 3                 |                   | 0       | 7       |                                                          |

## Vittorie e premi

### Franchigia
- Division North della AFC: 3

2005, 2009, 2013

### Individuale
- NFL Coach dell'anno: 1

2009